# Inch High l'occhio privato
Inch High l'occhio privato (Inch High Private Eye), conosciuto in Italia anche come Il piccolo Hinch, è una serie televisiva animata prodotta dalla Hanna-Barbera Productions e trasmessa negli Stati Uniti su NBC dall'8 settembre 1973 al 31 agosto 1974 e in Italia su Ciao Ciao dal 9 ottobre 1979 al 2 novembre 1979.

## Trama
(Intro in tutti gli episodi)
 Inch High l'occhio privato è un minuscolo detective che aiuta molto spesso la sua nipotina Lori, il suo amico Gator e il loro cane Cuordileone, a risolvere i misteri. Il loro mezzo di trasporto è la Hushmobile, un'automobile in grado di non fare nessun tipo di rumore. Questo la rende particolarmente adatta per l'inseguimento dei criminali. Inch lavora per l'agenzia Finkerton Detective.

## Personaggi
- Inch High voce originale Leonard Weinrib, italiana di Massimo Giuliani
- Lori
- Gator voce originale Bob Luttrell, italiana di Sandro Acerbo
- Sig. Finkerton, voce italiana di Arturo Dominici
- Sig.ra Finkerton
- Cuordileone

## Episodi
| N° | Titolo originale                   | Titolo italiano             | Prima TV USA      | Prima TV Italia |
| -- | ---------------------------------- | --------------------------- | ----------------- | --------------- |
| 1  | Diamonds Are A Crook's Best Friend | -                           | 8 settembre 1973  | -               |
| 2  | You Oughta Be In Pictures          | -                           | 15 settembre 1973 | -               |
| 3  | The Smugglers                      | -                           | 22 settembre 1973 | -               |
| 4  | Counterfeit Story                  | I falsari                   | 29 settembre 1973 | 15 ottobre 1979 |
| 5  | The Mummy's Curse                  | La maledizione della mummia | 6 ottobre 1973    | 2 novembre 1979 |
| 6  | The Doll Maker                     | Il fabbricante di bambole   | 13 ottobre 1973   | 17 ottobre 1979 |
| 7  | Music Maestro                      | Musica maestro              | 20 ottobre 1973   | 19 ottobre 1979 |
| 8  | Dude City                          | -                           | 27 ottobre 1973   | -               |
| 9  | High Fashion                       | -                           | 3 novembre 1973   | -               |
| 10 | The Cat Burglars                   | Ladri d'arte                | 10 novembre 1973  | 11 ottobre 1979 |
| 11 | The World's Greatest Animals       | -                           | 17 novembre 1973  | -               |
| 12 | Super Flea                         | La super pulce              | 24 novembre 1973  | 29 ottobre 1979 |
| 13 | The Return Of Spumoni              | Il ritorno degli spumoni    | 1º dicembre 1973  | 27 ottobre 1979 |